# Demotywatory.pl
Demotywatory.pl – strona rozrywkowa prezentująca obszerny zbiór demotywatorów, czyli obrazków, krótkich filmów lub gifów z demotywującymi lub motywującymi podpisami. Użytkownicy mogą zgłaszać, oceniać i komentować obrazki.
W 2011 roku Demotywatory.pl miały 31. miejsce w polskim, a 2655. miejsce w globalnym rankingu Alexa. W marcu 2011 oraz 2012 roku była to najpopularniejsza polska witryna z treściami humorystycznymi (według badań Megapanel PBI/Gemius).

## Działanie serwisu
Wszystkie nowe demotywatory utworzone przez zarejestrowanych użytkowników serwisu trafiają do tzw. poczekalni. Tam inni użytkownicy dokonują wstępnej selekcji, oceniając prace. Początkowo te demotywatory, które zostały najlepiej oceniane, trafiały automatycznie na stronę główną. Obecnie moderatorzy sami wybierają obrazki z poczekalni, czasem najlepiej ocenione, a czasami te, które im się spodobają. Jeśli praca została nisko oceniona, jest przenoszona do archiwum, które grupuje też inne archiwalne demotywatory.